# Thomas Samuel Hood
Thomas Samuel Hood (Northumberland, Inglaterra, 24 de septiembre de 1786 – Sussex, Inglaterra, 21 de noviembre de 1874) fue un diplomático británico, que ejerció como cónsul de Montevideo entre 1823 y 1843. Fue promovido a cónsul general en 1830.

## Biografía
Sirvió como contador en la Marina Real, y en 1817 como juez delegado en las Indias Orientales. El 10 de octubre de 1823, Hood fue designado como cónsul de Montevideo, teniendo como tarea asignada la documentación de información relevante a los intereses británicos sobre la entonces Provincia Cisplatina. Sus informes constaban principalmente sobre el estado de los asuntos internos de la región, la naturaleza y estabilidad de su respectivo gobierno, su relacionamiento con estados vecinos e influencias externas. 

### Actuación consular (1823-1830)
Durante su estadía como cónsul, Hood mantuvo una línea directa de correspondencia con el Foreign Office y su entonces ministro, George Canning. Este mismo le negó el ascenso a Cónsul General en diciembre de 1823, en virtud del “estado actual de los partidos en pugna en Monte Video y en vista de la incertidumbre respecto a la forma de gobierno que finalmente se establecerá ahí”. Sin embargo, se consideró indispensable que este mantuviera comunicaciones con los Cónsules Generales al norte y sur de la ciudad, y que tuviese especial interés por toda información que recibiera del Cónsul General de Buenos Aires, Woodbine Parish.
Comenzó a ejercer su cargo consular a comienzos de 1824, y durante la Guerra del Brasil, de central importancia para el territorio Oriental, puesto que marcó una serie de sucesos que culminarían en la Convención Preliminar de Paz de 1828 y la subsecuente fundación del Estado Oriental del Uruguay como entidad política independiente. 

### Producción intelectual
Hood escribió una serie de comunicados dedicados a identificar las diferentes fuerzas políticas y sus corrientes dentro del territorio, categorizándolas en cuatro "partidos políticos" distintos: Realistas, Patriotas, Imperialistas y Negativos.
- "Realistas": Compuestos casi exclusivamente por "Viejos Españoles", sostienen una marcada preferencia ante la dominación brasilera del territorio Oriental ante cualquiera de las alternativas existentes, pues si bien muestran un prejuicio nacional hacia los brasileños, les han permitido una vida de "indulgencia, moderación y seguridad".
- "Patriotas": Hood define a los Patriotas como un grupo compuesto, principalmente, por clases bajas de criollos, que se unifican en su oposición al gobierno brasileño sobre el territorio Oriental pero disienten en todos los otros puntos. Hood los caracteriza como un grupo heterogéneo, dividido en dos bandos principales: Uno mayoritario, compuesto por partidarios de Artigas y sus oficiales, parciales a una independencia total, y uno minoritario, compuesto por los habitantes de ciudades, partidarios de una unión política con las Provincias Unidas del Río de la Plata.
- "Imperialistas": Compuesto primariamente de viejos colonos portugueses, nuevos inmigrantes brasileños y las fuerzas militares instaladas en la provincia, son acérrimos defensores del gobierno Imperial sobre el territorio Oriental, en tanto consideran que este es el único capaz de mejorar su posición y "mantener la paz y la tranquilidad".
- "Negativos": Se los entiende como un "amplio cuerpo indiferente" al carácter del gobierno presente, siempre y cuando este "sea bueno". Se toma nota de ligeras preferencias hacia distintas posturas en algunos sectores minoritarios de los mismos, como ciertos grupos de quienes Hood caracteriza como "aventureros políticos" y funcionarios que participan en la intriga política contra las autoridades brasileñas y bonaerenses, defendiendo sus propios intereses.[3] [5]

### Últimos años en la región del Río de La Plata
En coincidencia con los ciclos de independencia del Estado Oriental, Hood fue promovido al rango de Cónsul General el 18 de agosto de 1830, cargo en el que se mantuvo hasta el 8 de febrero de 1843, dada la remoción de autoridades británicas de Montevideo en el marco de la Guerra Grande. Su cercanía con Manuel Oribe, en ese entonces cabeza del Ejército de la Confederación Argentina, fue utilizada como argumento para el retiro de su puesto. Volvería a Montevideo en 1846, como representante de los gobiernos de Gran Bretaña y Francia con motivo de negociar la paz con el propio Oribe y Juan Manuel de Rosas, acto que terminó siendo en vano en septiembre de ese mismo año, al ser considerados los acuerdos alcanzados, desde el Gobierno de la Defensa, muy favorables a la Confederación Argentina y el Gobierno del Cerrito. Luego de su alejamiento, su hijo, Martin Tupper Hood, ejerció los cargos de vicecónsul en Montevideo y luego, de cónsul en Buenos Aires.
Falleció en Brighton, Sussex, Inglaterra, el 21 de noviembre de 1874.